# São José do Rio Preto
São José do Rio Preto (o simplemente Rio Preto) es un municipio brasileño ubicado en el noroeste del estado de São Paulo. Se encuentra a 440 km (273 millas) de la capital São Paulo y a 700 km (435 millas) de Brasilia. 
En 2020 fue seleccionada la tercera mejor ciudad del país en calidad de vida, en la lista de clasificación de las 100 mejores ciudades de Brasil, y en el año siguiente, contaba con una población de 529.540 habitantes, la principal de una región metropolitana unida por 37 municipios y un total de 918 mil habitantes.
Fue fundada por el sertanista João Bernardino de Seixas Ribeiro el 19 de marzo de 1852 en el día de San José (el patrono de la ciudad).
En la actualidad, São José do Rio Preto se constituye un importante centro cultural, económico, educativo, y de entretenimiento de la región.

## Toponimia
El nombre del municipio surge de la unión de las palabras: São José (José de Nazaret, el patrón de la ciudad) + Rio Preto (el río de aguas negras que atraviesa el municipio).

## Historia
Hasta 1840, el área donde se ubica el actual municipio no era más que selva virgen. En ese momento, nuevos migrantes se asentaron en la región, donde empezaron las actividades agrícolas y ganaderas.
Según viejos informes, los primeros pobladores provenian de Minas Gerais, más precisamente de la actual Paraguaçu, en busca de nuevas tierras para el cultivo.
En el 1852, el sertanista João Bernardino de Seixas Ribeiro recibió una concesión de tierras de los hermanos Luiz Antônio da Silveira, y Antônio Carvalho da Silva, para la construcción de una pequeña ciudad, donde fue hecha una capilla en dedicación al patrón San José con el apoyo de los vecinos
El 19 de julio de 1894, São José do Rio Preto fue elevada al título de ciudad, separándose del inmenso territorio de Jaboticabal,  previamente delimitado por los ríos Paraná, Grande, Tietê y Turvo.
La primera estación de tren fue inaugurada en 1912 con la expansión del ferrocarril de la antigua Estrada de Ferro Araraquarense - EFA. En los años siguientes, Rio Preto se transformó el principal punto de almacenamiento y distribución de la región noroeste del estado de São Paulo.

### Después de la emancipación
Con la llegada del Ferrocarril de Araraquara (EFA), en 1912, la ciudad asumió una posición importante como polo comercial por la concentración de bienes producidos en el entonces conocido Sertão de Avanhandava y por la irradiación de materiales provenientes de la capital. Esta expansión ferroviaria en la región del municipio contribuyó para la ocurrencia de varios movimientos de exploración y poblamiento de nuevas localidades a principios del siglo XX, que pasaron a ser conocidos como los frentes pioneros que se iniciaron en São Paulo. Este proceso se basó en la economía que giraba en torno al cultivo del café, que requería de más lugares para su cultivo. El aumento de las exportaciones, el agotamiento del suelo y la facilidad de los préstamos bancarios fueron las causas de este gran movimiento que se inició en el Valle del Paraíba, pasó por las regiones de las ciudades de Campinas, Ribeirão Preto, hasta llegar a São José do Rio Preto. Y terminó en el estado de Paraná. Este esfuerzo pionero se conoció como la Marcha del Café.
El 19 de julio de 1943 se crea la Biblioteca Pública Municipal “Dr. Fernando Costa”. En enero de 1973 se inauguró el Teatro Municipal Humberto Sinibaldi Neto. También en 1973 se inició la construcción de la Catedral de São José, sede de la diócesis de São José do Rio Preto, cuyo templo religioso aún no está totalmente concluido. También debido al crecimiento de São José do Rio Preto y ciudades cercanas, se creó en 1989 la Microrregión de São José do Rio Preto, reuniendo, además de São José, otros 28 municipios. En 2017, las micro y mesorregiones brasileñas fueron extinguidas por el IBGE y sustituidas por las regiones geográficas inmediata e intermedia, respectivamente. São José do Rio Preto se convirtió en la ciudad sede de la Región Geográfica Inmediata de São José do Rio Preto, que está formada por otras 35 ciudades, siendo las más pobladas Guapiaçu, José Bonifácio, Mirassol, Monte Aprazível, Nova Granada, Novo Horizonte y Tanabi, todos con una población de más de veinte mil habitantes. Según el censo demográfico de 2022, la superficie territorial total de São José do Rio Preto era de 431,94 km². En 2024, el municipio alcanzó una población de 501.597 habitantes, convirtiéndose en el 26º más grande del país. Su IDH promedio en 2010 fue de 0,797 y el PIB per cápita en 2021 fue de 44.679,93 reales.

## Geografía

### Superficie
São José do Rio Preto tiene una superficie de 431.963 km² de los cuales 119,48 km² se encuentran en perímetro urbano.  
Al gráfico tiene como principal característica, un relieve ligeramente ondulado, con espigas dobles y de modesta altura. La ciudad está a 489 m. sobre el nivel del mar, y el suelo es de arenisca Podsol y Latosol (fase arenosa).

### Clima
El clima de São José do Rio Preto puede ser clasificado como clima tropical de sabana (Aw), con veranos calurosos y lluviosos e inviernos templados y secos.
La temperatura media anual de 23 °C. La ciudad recibe en promedio entre 1.300 mm (51,1 pulgadas) y 1.500 mm (59 pulgadas) de precipitación al año. En 2008 se registraron 1.593 mm (62,7 pulgadas) de lluvia.
El día más frío de los últimos años fue el 4 de agosto de 2011, cuando se registró 4,7 grados a las siete de la mañana.

## Cultura
La ciudad cuenta con varias salas de cine, teatros y una intensa programación anual de conciertos, concursos literarios y musicales, así como fiestas típicas.  En julio tiene lugar uno de los principales eventos, el renombrado Festival Internacional de Teatro (FIT) que trae a la ciudad compañías de artistas de todo Brasil y del exterior.

## Economía
A principios del siglo XX, el municipio era un importante productor de café, y con la industrialización a partir de la segunda mitad del siglo, el sector de servicios terciarios se convirtió como la principal economía de la ciudad.
El valor bruto de São José do Rio fue de R $ 18,7 mil millones de reales en 2020, lo que la convierte en la 53.ª economía más grande de Brasil.
A lo largo de las décadas, la ciudad se ha diversificado como un centro regional que alberga centros médicos, instituciones educativas, parques, salas de conciertos y centros comerciales. 
El parque industrial de São José do Rio Preto está compuesto por 03 distritos industriales y 13 minidistritos, y los principales empleadores son las pequeñas y medianas empresas que representan 75 empresas. 
La agricultura y ganadería representa menos del 1% del PIB, pero los principales productos son la caña de azúcar, el caucho, la naranja y el maíz.

## Infraestructuras

### Salud

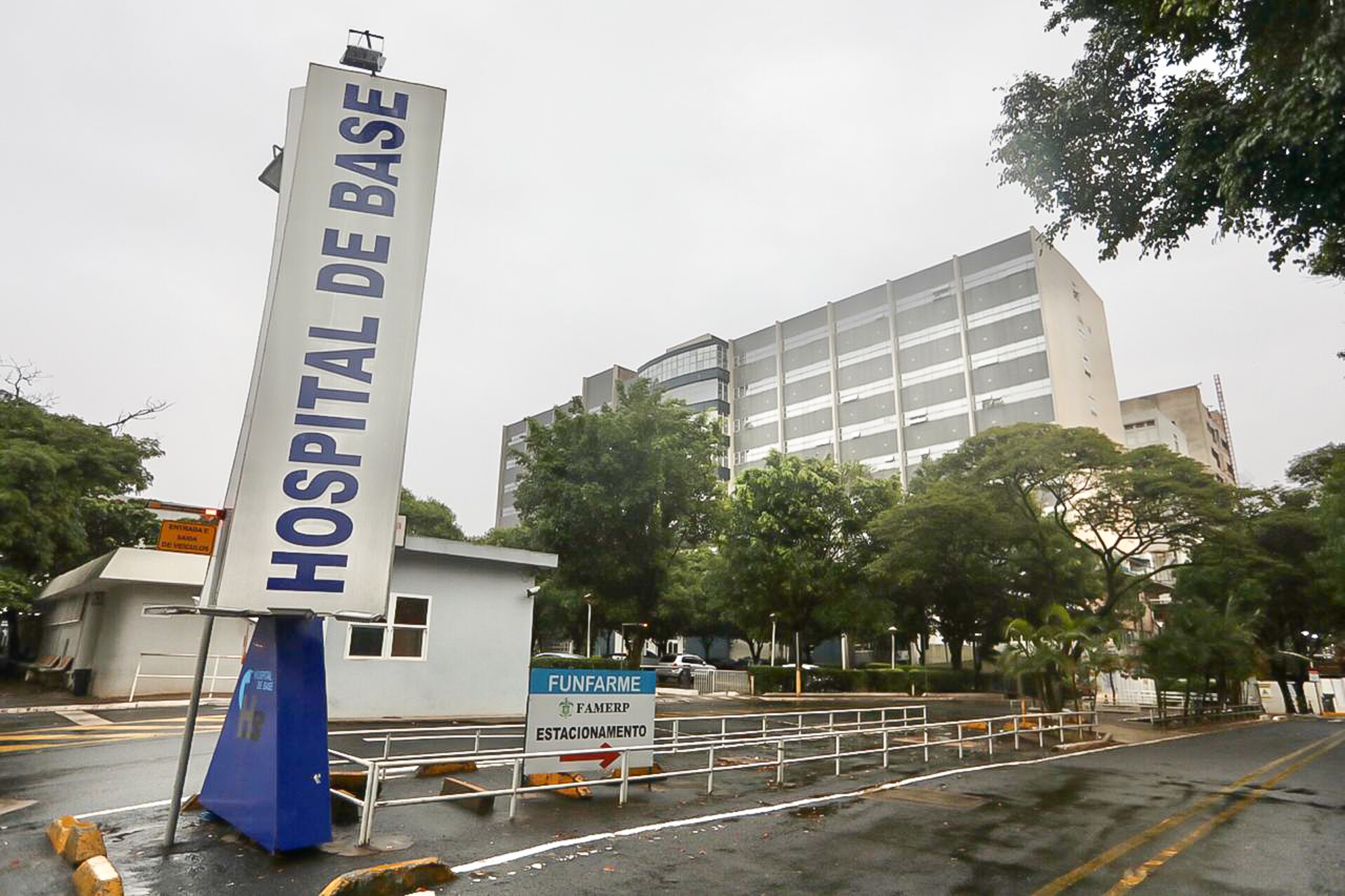
Hospital de Base (FAMERP).

São José do Rio Preto alberga 08 hospitales médicos generales: 01 público, 04 privado y 03 filantrópico. En 2009, la ciudad albergaba 157 instalaciones médicas de las cuales 124 eran hospitales privados con un total de 1611 camas y 33 hospitales públicos con un total de 28 camas.
El Hospital de Base (FAMERP), ocupa el segundo lugar del ranking de las mejores facultades de medicina de Brasil. Se informó en 2010 un total de 860 médicos y 4100 empleados que brindan 3500 pacientes hospitalizados por mes y 708 camas. Actualmente, el hospital atiende a alrededor de 1,5 millones de residentes en 101 municipios. Es reconocido por los exitosos procedimientos de trasplante, registrando 292 procedimientos en 2010. El Hospital del Niño (HCM) fue inaugurado en 2013 con 255 camas en el campus de FAMERP y actualmente es el hospital pediátrico más grande de Brasil.

### Educación
En 2018, se registraron 48.200 matrículas en escuelas primarias y 15.335 matrículas en escuelas secundarias . En 2017, también se registraron 27.352 matrículas para la Educación Superior.
São José do Rio Preto cuenta con 36 escuelas públicas, 51 escuelas privadas desde preescolar hasta educación secundaria y otras 153 escuelas municipales (escuelas primarias, secundarias y preparatorias), 02 universidades públicas, y un número relevante de instituciones con fines de lucro.

### Transporte

#### Transporte aéreo
El Aeropuerto de São José do Rio Preto (IATA: SJP, ICAO: SBSR), tiene servicio en 03 líneas aéreas comerciales con vuelos para São Paulo, Campinas, Guarulhos, Cuiabá y Porto Seguro.

#### Carreteras
- SP-310 (Washington Luís - Estatal) - hacia el sur, se llega a São Paulo (450 km)
- BR-153 (Transbrasiliana - Federal) - hasta Brasilia (700 km)
- SP-425 (Assis Chateaubriand - Estatal) - conecta la ciudad de Presidente Prudente (267 km)
- SP-427 (Délcio Custódio da Silva - Estatal) - conecta la ciudad de Mirassolândia (25 km)

## Hermaniamentos
- Nantong, China (2010).[24]